# Kalanchoe lokarana
Kalanchoe lokarana är en fetbladsväxtart som beskrevs av Desc.. Kalanchoe lokarana ingår i släktet Kalanchoe och familjen fetbladsväxter. Inga underarter finns listade i Catalogue of Life.